# Штурм Копривницы (1944)
Штурм Копривницы (сербохорв. Neuspeo napad na Koprivnicu / Bitka za Koprivnicu) — боевые действия 6-го Славонского и 10-го Загребского корпусов Народно-освободительной армии Югославии (НОАЮ) с целью освобождения города Копривница от усташско — домобранских военных формирований в ходе Подравской наступательной операции. Длились с 13 по 17 октября 1944 года.

## Военная ситуация и план операции
В результате успешного наступления войск 6-го и 10-го корпусов НОАЮ в Славонии в сентябре — октябре 1944 года была освобождена большая часть Подравины, включая населённые пункты Вировитица, Вирье, Джюрджевац, Клоштар, Новиград-Подравски, Питомача, Подравска-Слатина, Чаджавица и др. В соответствии с планом Подравской наступательной операции частям двух хорватских корпусов надлежало взять штурмом город Копривницу. После этого планировалось нанести удар по главной коммуникации немцев Белград — Загреб и овладеть городом Бьеловар.
Согласно плану операции, штурм города возлагался на 32-ю и 7-ю дивизии 10-го корпуса. 32-я дивизия должна была действовать с западной и южной стороны города, 7-я — с северной и восточной. 33-я Хорватская дивизия блокировала город с направлений Лудбрег — Копривница и Крижевцы — Копривница. 40-я Славонская дивизия 6-го корпуса перекрывала направление к северу от Копривницы по линии Дрне — Торчец — Пустаковац. 12-я Славонская дивизия пребывала в резерве.
Для руководства операцией был создан оперативный штаб в составе: начальник главного штаба народно-освободительной армии и партизанских отрядов (НОАиПО) Хорватии генерал-майор Павле Якшич, командир 6-го корпуса полковник Матэ Еркович, командир 10-го корпуса генерал-майор Владо Матетич, а также комиссары двух корпусов полковники Отмар Креачич и Иван Шиби.

## Ход боёв
Гарнизон Копривницы состоял из 20-го и 36-го батальонов 5-й усташской бригады (сербохорв. V. stajaći djelatni zdrug), подразделений 1-го полка бригады охраны поглавника и усташских формирований из других гарнизонов Подравины, отступивших сюда в ходе октябрьского наступления частей НОАЮ. Руководил этими силами командир 5-й усташской бригады полковник Рафаэл Бобан. Город защищали два оборонительных пояса. Под укрепления задействовалось каменные дома, водные преграды, кладбище, два кирпичных завода, железнодорожная насыпь. Всё это усиливалось многочисленными бункерами, заграждениями из колючей проволоки, окопами и минными полями.
13 октября 1944 года в 22:00 начался штурм города силами четырёх бригад — по две из состава 32-й и 7-й дивизий. Усташи и домобраны ожидали удара и оборонялись стойко. В первую ночь не удалось достичь успеха. На следующий день, в 11:00 атака возобновилась при поддержке артиллерии и снова безрезультатно.
Командование заменило понёсшую большие потери 7-ю дивизию. Ей на смену пришли Осиекская бригада 12-й дивизии и 18-я бригада 40-й дивизии. Усташи и домобранцы сражались с чрезвычайным упорством. Из центра города их поддерживал артиллерийский огонь и сильный резерв, применяемый в нужный момент. Несмотря на 5 — 6 атак, в ночь с 14 на 15 октября развить успех не удалось. Противник постоянно контратаковал и восстанавливал ранее утраченные позиции. На следующий день Осиекскую бригаду сменила 12-я Славонская ударная бригада 12-й дивизии. Атаки продолжались в течение ночи с 15 на 16 октября. 16 октября штурм города был прекращён.

## Итоги
В боях за Копривницу 7-я, 32-я и 40-я дивизия потеряли 108 человек убитыми, 474 — ранеными, 62 человека пропали без вести. Данные о потерях 12-й дивизии отсутствуют. Со стороны оборонявшихся погибли 104 солдат и около 200 были ранены. В публикациях на данную тему имеется много расхождений и противоречий, что в целом характерно для сведений о военных потерях.
Результатом безуспешного штурма Копривницы явился отказ командования Главного штаба НОАиПО Хорватии от нападения на Бьеловар.
Боями за город завершилась в целом успешная Подравская наступательная операция Славонского и Загребского корпусов, в ходе которой была с 25 сентября по 12 октября освобождена территория протяженностью около 100 км. Несмотря на последнюю неудачу, операция имела большое политическое значение, так как впервые за Вторую мировую войну в Подравине войска НОАЮ добились cерьезных успехов.